# Coffee Bay
Coffee Bay este un oraș din provincia Eastern Cape (Oos-Kaap), Africa de Sud.